# Cuphea racemosa
Cuphea racemosa là một loài thực vật có hoa trong họ Lythraceae. Loài này được (L.f.) Spreng. mô tả khoa học đầu tiên năm 1825.